# عبد الرحمن يغمور
عبد الرحمن محمود يغمور (1 سبتمبر 1936 - 9 فبراير 2021) مذيع وممثل ومخرج إذاعي سعودي، يعتبر من أوائل وكبار وأقدم المذيعين في السعودية، كان مديرًا لقناة السعودية الأولى، وقد بدأ العمل الفني عام 1956، وعمل في إذاعة جدة وقدم العديد من البرامج التلفزيونية والإذاعية.
يُذكر أيضًا أنَّ عبد الرحمن يغمور كان قد حصل على درجة الماجستير في الإعلام من الولايات المتحدة الأمريكية.

## من برامجه
من أبرز برامجه (يوم جديد، وبك نستعين)، علما أنه ارتبط بعقل الجمهور عبر ظهوره في الإعلان الأول عن شهر رمضان الفضيل وعيد الفطر السعيد سنويا.

## وفاته
تُوفي المذيع عبد الرحمن محمود يغمور في يوم الثلاثاء 27 جمادى الآخرة 1442 هـ الموافق 9 فبراير 2021 عن عمرٍ ناهز 84 عامًا؛ وذلك بعد معاناته مع المرض. كان قد نعاه ابنه فراس عبر تويتر «بقلوب راضية ومؤمنة بقضاء الله وقدره انتقل إلى رحمة الله فجر هذا اليوم والدي عبد الرحمن محمود يغمور بعد صراع مع المرض، اللهم اغفر له وارحمه وأكرم نُزله ووسع مدخله واغسله بالماء والثلج والبرد ونقه من الذنوب والخطايا».